# Hadař mramorovaný
Hadař mramorovaný (Callechelys marmorata) je paprskoploutvá ryba z čeledi hadařovití (Ophichthidae).
Druh byl popsán roku 1853 ichtyologem Pieterem Bleekerem.

## Popis a výskyt
Maximální délka ryby je 87 cm.
Podlouhlé, zploštělé tělo žlutavě bílé barvy s tmavými skvrnami.
Byla nalezena ve vodách Indo-Pacifiku. Obývá písčitá dna.